# Gourdon (Ardèche)
Gourdon è un comune francese di 94 abitanti situato nel dipartimento dell'Ardèche nella regione dell'Alvernia-Rodano-Alpi.

## Società

### Evoluzione demografica
Abitanti censiti